# UFC 255
UFC 255: Figueiredo vs. Pérez fue un evento de artes marciales mixtas producido por Ultimate Fighting Championship que tuvo lugar el 21 de noviembre de 2020 en las instalaciones del UFC Apex en Enterprise, Nevada, parte del área metropolitana de Las Vegas, Estados Unidos.

## Antecedentes
Se esperaba que un combate por el Campeonato de Peso Mosca de la UFC entre el actual campeón Deiveson Figueiredo y el ex Campeón de Peso Gallo de la UFC, Cody Garbrandt, fuera el plato fuerte del evento. Sin embargo, se anunció el 2 de octubre que Garbrandt se retiró debido a un desgarro en el bíceps y fue reemplazado por Alex Pérez, que ya estaba programado para enfrentar a Brandon Moreno en el evento. Moreno se enfrentó a Brandon Royval en su lugar.
El combate por el Campeonato Femenino de Peso Mosca de la UFC entre la actual campeona, Valentina Shevchenko, y Jennifer Maia encabezó el evento.
John Allan y Roman Dolidze estaban originalmente programados para enfrentarse en este evento en un combate de peso semipesado. Finalmente se reprogramó para UFC on ESPN: Hermansson vs. Vettori en diciembre.
Se esperaba que el ex Campeón de Peso Wélter de la UFC, Robbie Lawler, se enfrentara a Mike Perry en este evento. Sin embargo, Lawler se retiró de la pelea a finales de octubre citando una lesión no revelada. Fue sustituido por Tim Means.
Se esperaba un combate de peso wélter entre Orion Cosce y Nicolas Dalby en este evento. Sin embargo, Cosce se retiró el 12 de noviembre por razones no reveladas y fue sustituido por Daniel Rodriguez.
En el pesaje, Perry pesó 175.5 libras, cuatro libras y media por encima del límite de la pelea de peso wélter no titulada. Su combate se desarrolló con un peso acordado y se le impuso una multa del 30% de su bolsa individual, que fue a parar a su oponente Tim Means.

## Resultados
1. ↑  Por el Campeonato de Peso Mosca de la UFC.
2. ↑  Por el Campeonato de Peso Mosca Femenino de la UFC.

## Premios de bonificación
Los siguientes luchadores recibieron bonificaciones de $50000 dólares.
- Pelea de la Noche: Sasha Palatnikov vs. Louis Cosce
- Actuación de la Noche: Joaquin Buckley y Antonina Shevchenko